# Václav Cífka
Václav Cífka, ook bekend als Wenceslaus Cífka (gedoopt 20 juni 1811, Třebíz – Lissabon, 29 maart 1884) was een Tsjechisch kunstenaar die vooral naam maakte als landschapsarchitect aan het Portugese koninklijke hof. Daarnaast was hij pionier op het gebied van fotografische technieken en maakte hij de eerste foto's van leden van de koninklijke familie, onder wie koning Ferdinand II. Van Cífka zijn tevens werken op majolica en porselein bekend.

## Leven
Cífka werd geboren in Třebízi bij Slaný. Zijn vader was huisjesmelker Martin Cífka; zijn moeder was Anna Cífka (geboortenaam: Snopová).
Op 25-jarige leeftijd vertrok Václav Cífka op uitnodiging van koning Ferdinand II naar Portugal. In Sintra, thans werelderfgoed, ontwierp Cífka een groot tuinpark in een romantische stijl. Daarnaast ontwierp hij enkele facetten van het Pena-paleis met typisch Portugese keramische elementen, zoals azulejos.

## Fotograaf
Cífka maakte al snel gebruik van vroege fotografische technieken, zoals het daguerreotypie. Hij werd eigenaar van wat waarschijnlijk de eerste permanente daguerreotypiestudio in Lissabon was. Later leerde hij ook andere fotografische technieken. Cífka organiseerde tentoonstellingen en kreeg uiteindelijk de titel hoffotograaf van de koning van Portugal. Dit leidde tot de eerste foto's van leden van de koninklijke familie, die tot dan toe alleen door schilders waren geportretteerd. De relatie tussen Cífka en de vorst was zó goed dat Cífka hem uiteindelijk vergezelde op zijn buitenlandse reizen.

## Andere werkzaamheden
Cífka schilderde ook op majolica en porselein. Hij stelde verschillende van zijn kunstwerken tentoon op de Wereldtentoonstelling in Parijs, waar hij een gouden medaille won. Daar ontmoette hij de Praagse architect Josef Mocker; ze bleken verwant te zijn. Na enige tijd corresponderen richtten zij samen met enkele anderen het Tsjechisch Industrieel Museum Vojta Náprstek (genoemd naar philanthropist en journalist Vojta Náprstek) op. Het museum heeft verschillende majolicakunstwerken van Cífka tentoongesteld.

## Galerij

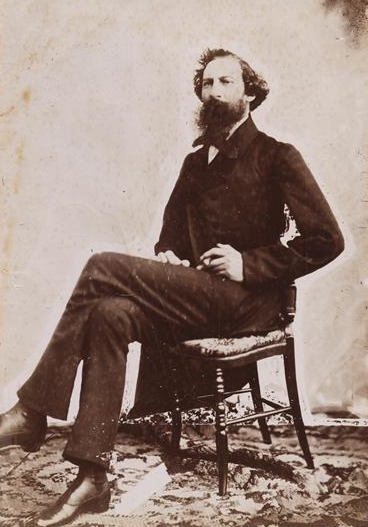
Foto van koning Ferdinand II van Portugal (1859)
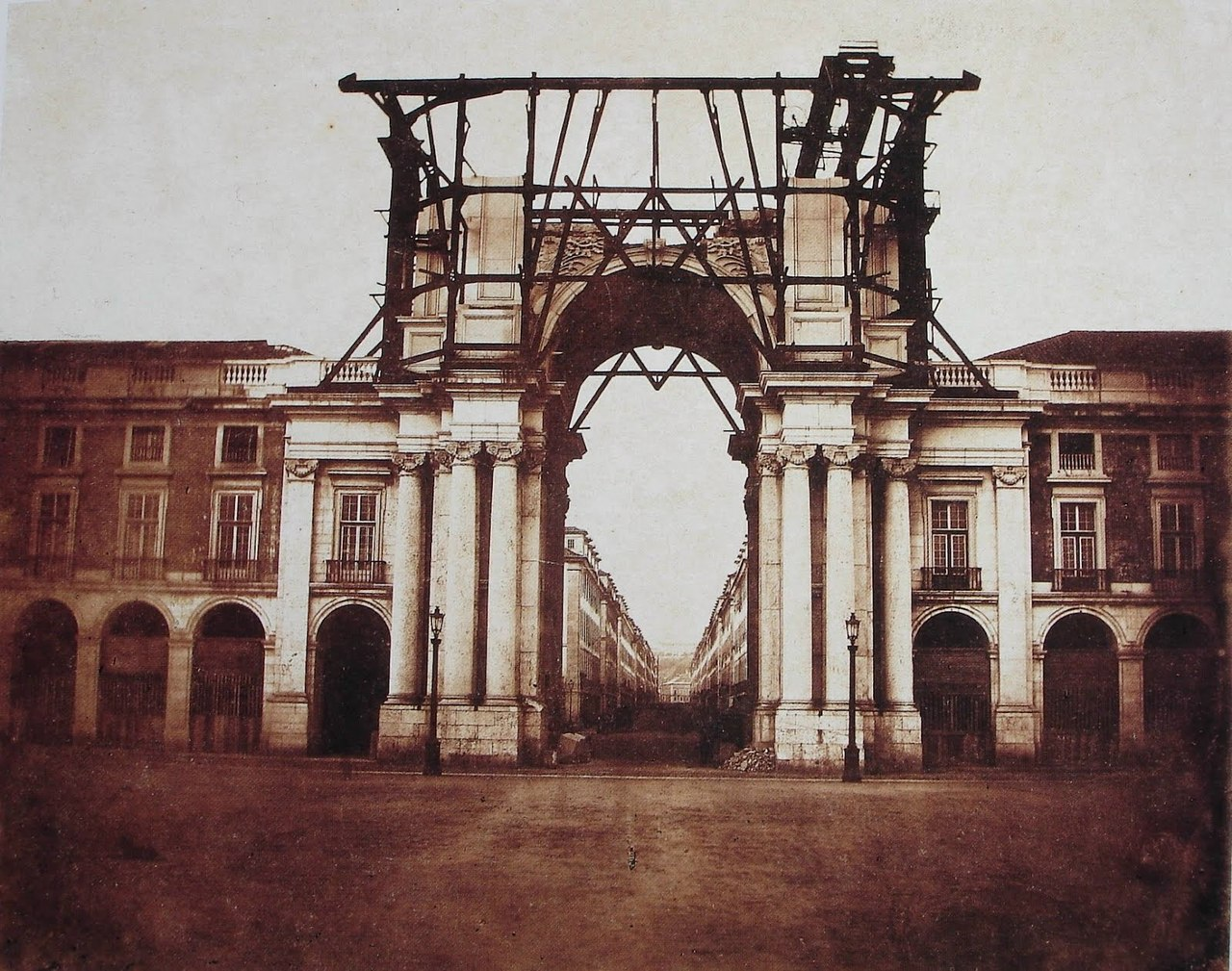
Foto van poort in Lissabon in aanbouw (1862-1873)
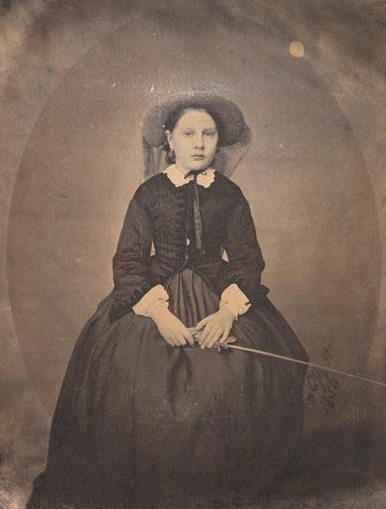
Foto van Antónia van Braganza (1856)
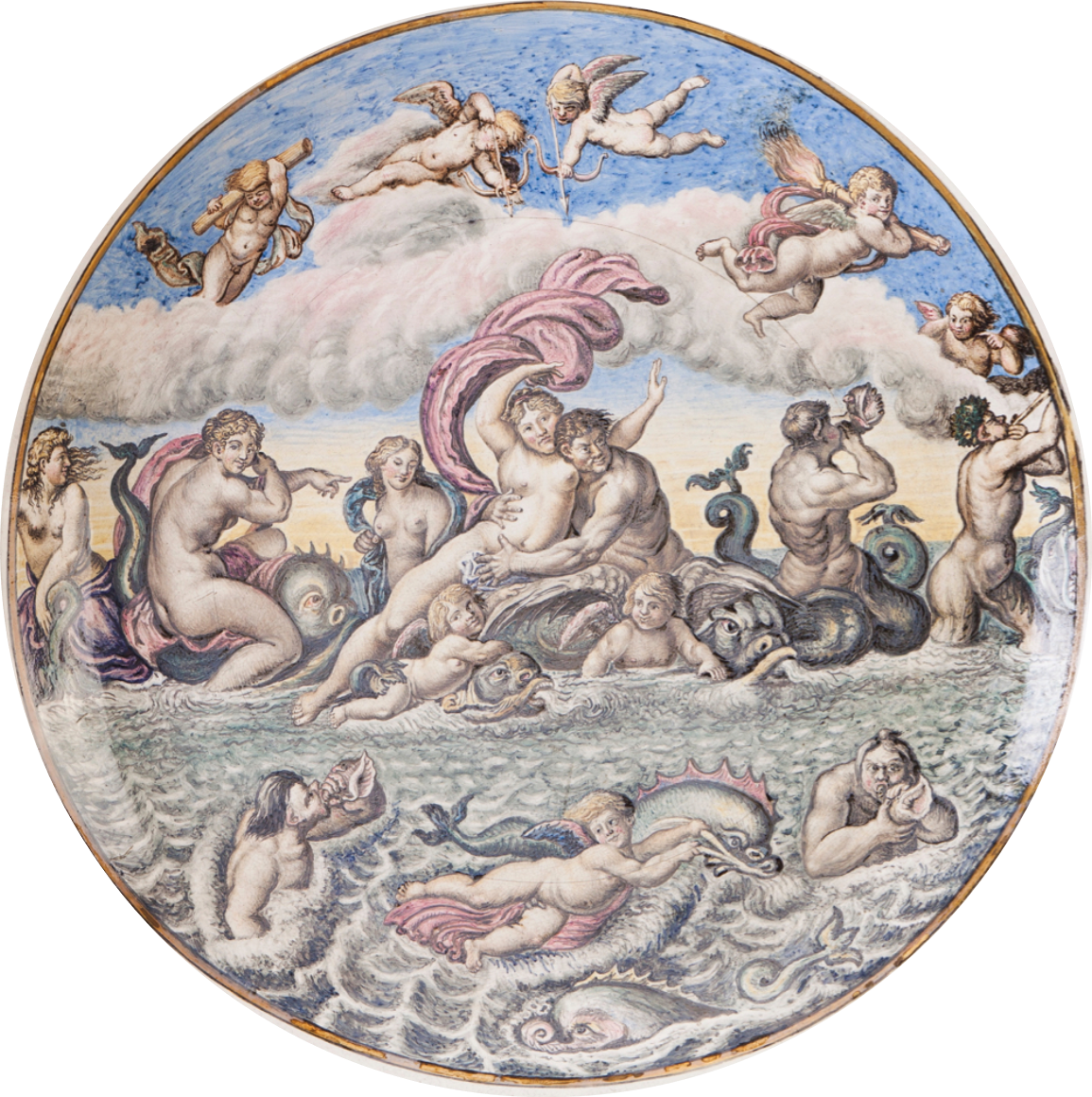
Keramiekwerk De triomf van Galatea (ca. 1875)

- Gemeinsame Normdatei: 133601498
- International Standard Name Identifier: 0000 0001 1594 9508
- PIC: 342314
- Virtual International Authority File: 11040235
- WorldCat: E39PBJppFqx9KwT9hwMRFh89jC